# Sains-en-Gohelle
Sains-en-Gohelle est une commune française située dans le département du Pas-de-Calais en région Hauts-de-France. Ses habitants sont appelés les Sainsois. La commune est membre de la communauté d'agglomération de Lens-Liévin. Plusieurs bâtiments de l'ancienne commune minière figurent dans les biens du bassin minier du Nord-Pas-de-Calais inscrits sur la liste du patrimoine mondial de l’UNESCO.

## Géographie

### Localisation
Localisée dans le sud-est du département du Pas-de-Calais, Sains-en-Gohelle est une commune située en Gohelle, dans le bassin minier du Nord-Pas-de-Calais, au pied des collines de l'Artois qui sépare la Gohelle du Ternois. Sains-en-Gohelle est située, à vol d'oiseau, à 10 km à l'ouest de la commune de Lens (aire d'attraction et chef-lieu d'arrondissement).
Le territoire de la commune est limitrophe de ceux de six communes.
Les communes limitrophes sont Mazingarbe, Aix-Noulette, Bouvigny-Boyeffles, Bully-les-Mines, Hersin-Coupigny et Nœux-les-Mines.

### Géologie et relief
La superficie de la commune est de 5,73 km2 ; son altitude varie de 39  à   90 mètres.

### Hydrographie
La commune, située dans le bassin Artois-Picardie, est, selon le Service d'administration nationale des données et référentiels sur l'eau (Sandre), drainée par le ruisseau de la fontaine de Bray, cours d'eau d'une longueur de 12 km, qui prend sa source dans la commune d'Hersin-Coupigny et se jette dans le Canal d'Aire à La Bassée au niveau de la commune de Festubert.

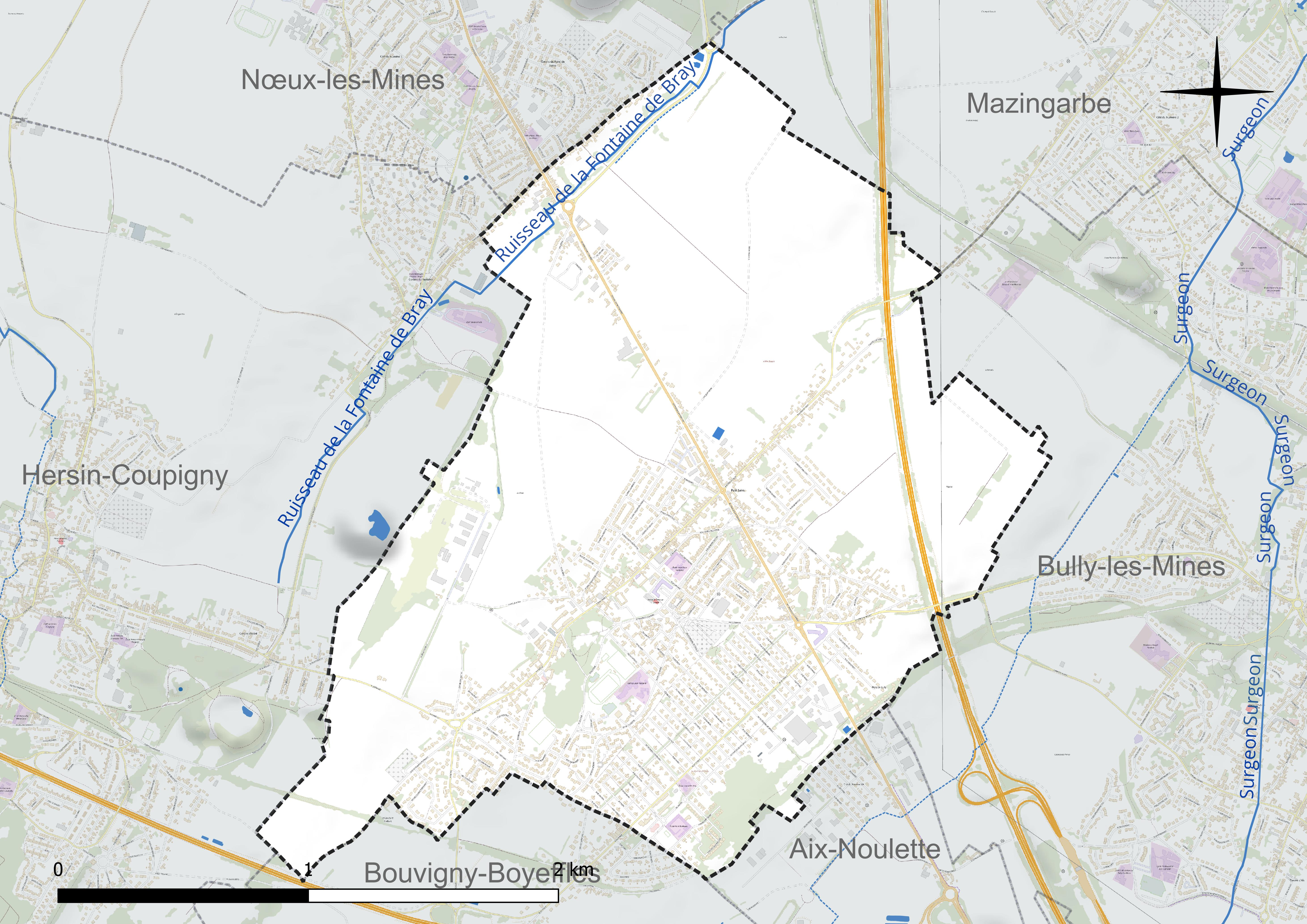
Réseau hydrographique de Sains-en-Gohelle.

### Climat
Pour des articles plus généraux, voir Climat des Hauts-de-France et Climat du Nord-Pas-de-Calais.
En 2010, le climat de la commune est de type climat océanique dégradé des plaines du Centre et du Nord, selon une étude du Centre national de la recherche scientifique (CNRS) s'appuyant sur une série de données couvrant la période 1971-2000. En 2020, Météo-France publie une typologie des climats de la France métropolitaine dans laquelle la commune est exposée à un climat océanique et est dans une zone de transition entre les régions climatiques « Nord-est du bassin Parisien » et « Côtes de la Manche orientale ».
Pour la période 1971-2000, la température annuelle moyenne est de 10,2 °C, avec une amplitude thermique annuelle de 14 °C. Le cumul annuel moyen de précipitations est de 864 mm, avec 12,7 jours de précipitations en janvier et 8,8 jours en juillet. Pour la période 1991-2020, la température moyenne annuelle observée sur la station météorologique la plus proche, située sur la commune de Lillers à 19 km à vol d'oiseau, est de 11,1 °C et le cumul annuel moyen de précipitations est de 731,5 mm,. Pour l'avenir, les paramètres climatiques de la commune estimés pour 2050 selon différents scénarios d'émission de gaz à effet de serre sont consultables sur un site dédié publié par Météo-France en novembre 2022.

### Milieux naturels et biodiversité
L’Inventaire national du patrimoine naturel (INPN) recense plusieurs espèces faunistiques et floristiques sur le territoire de la commune dont certaines sont protégées et d’autres menacées et quasi-menacées.

## Urbanisme

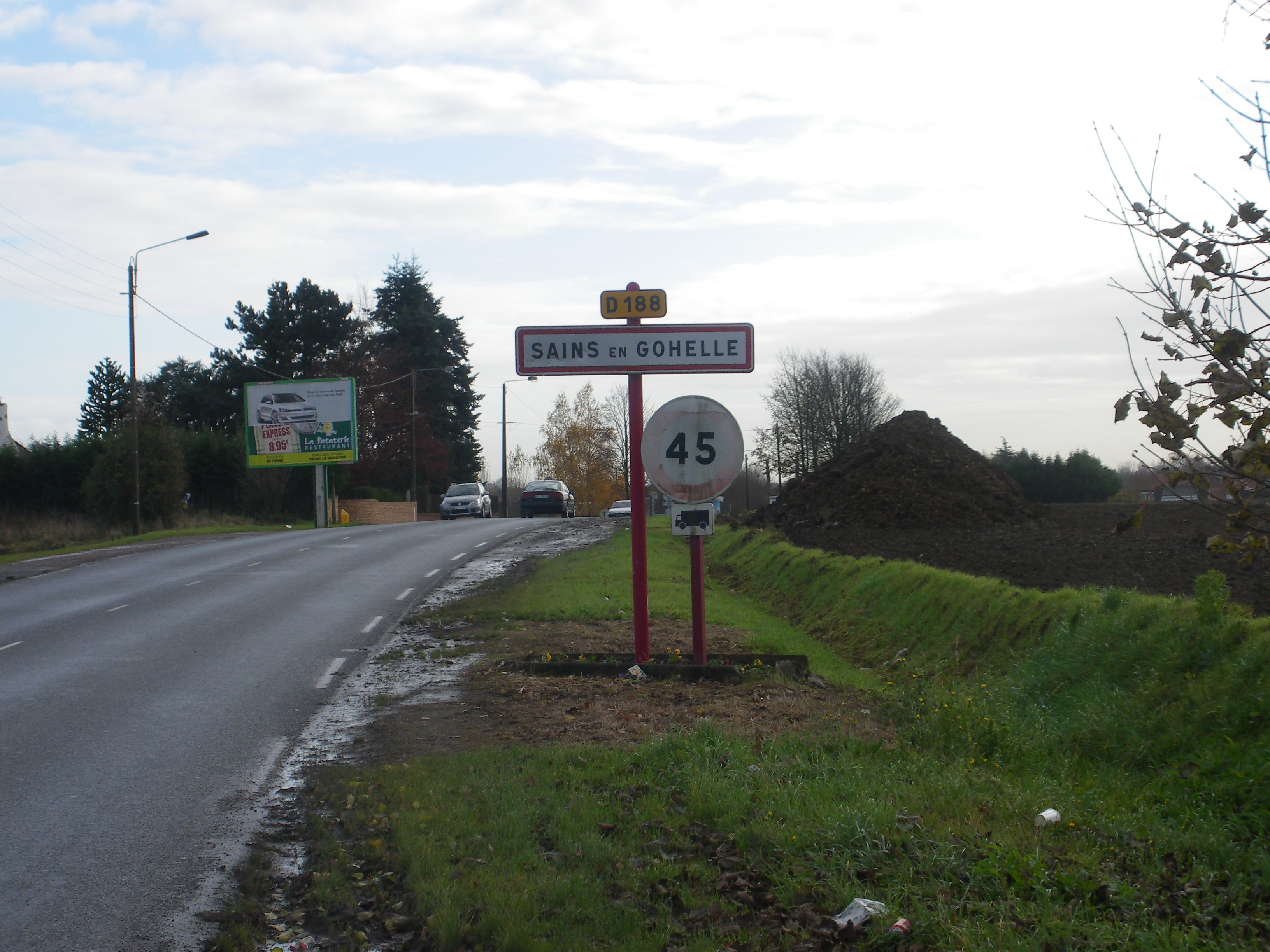
Panneau d'entrée depuis Hersin-Coupigny.

### Typologie
Au 1er janvier 2024, Sains-en-Gohelle est catégorisée centre urbain intermédiaire, selon la nouvelle grille communale de densité à sept niveaux définie par l'Insee en 2022.
Elle appartient à l'unité urbaine de Béthune, une agglomération inter-départementale regroupant 94  communes, dont elle est une commune de la banlieue,,. Par ailleurs la commune fait partie de l'aire d'attraction de Lens - Liévin, dont elle est une commune de la couronne,. Cette aire, qui regroupe 50 communes, est catégorisée dans les aires de 200 000 à moins de 700 000 habitants,.

### Occupation des sols
L'occupation des sols de la commune, telle qu'elle ressort de la base de données européenne d’occupation biophysique des sols Corine Land Cover (CLC), est marquée par l'importance des territoires agricoles (54,6 % en 2018), en diminution par rapport à 1990 (59 %). La répartition détaillée en 2018 est la suivante : 
terres arables (54,6 %), zones urbanisées (41,1 %), mines, décharges et chantiers (4,3 %). L'évolution de l’occupation des sols de la commune et de ses infrastructures peut être observée sur les différentes représentations cartographiques du territoire : la carte de Cassini (XVIIIe siècle), la carte d'état-major (1820-1866) et les cartes ou photos aériennes de l'IGN pour la période actuelle (1950 à aujourd'hui).

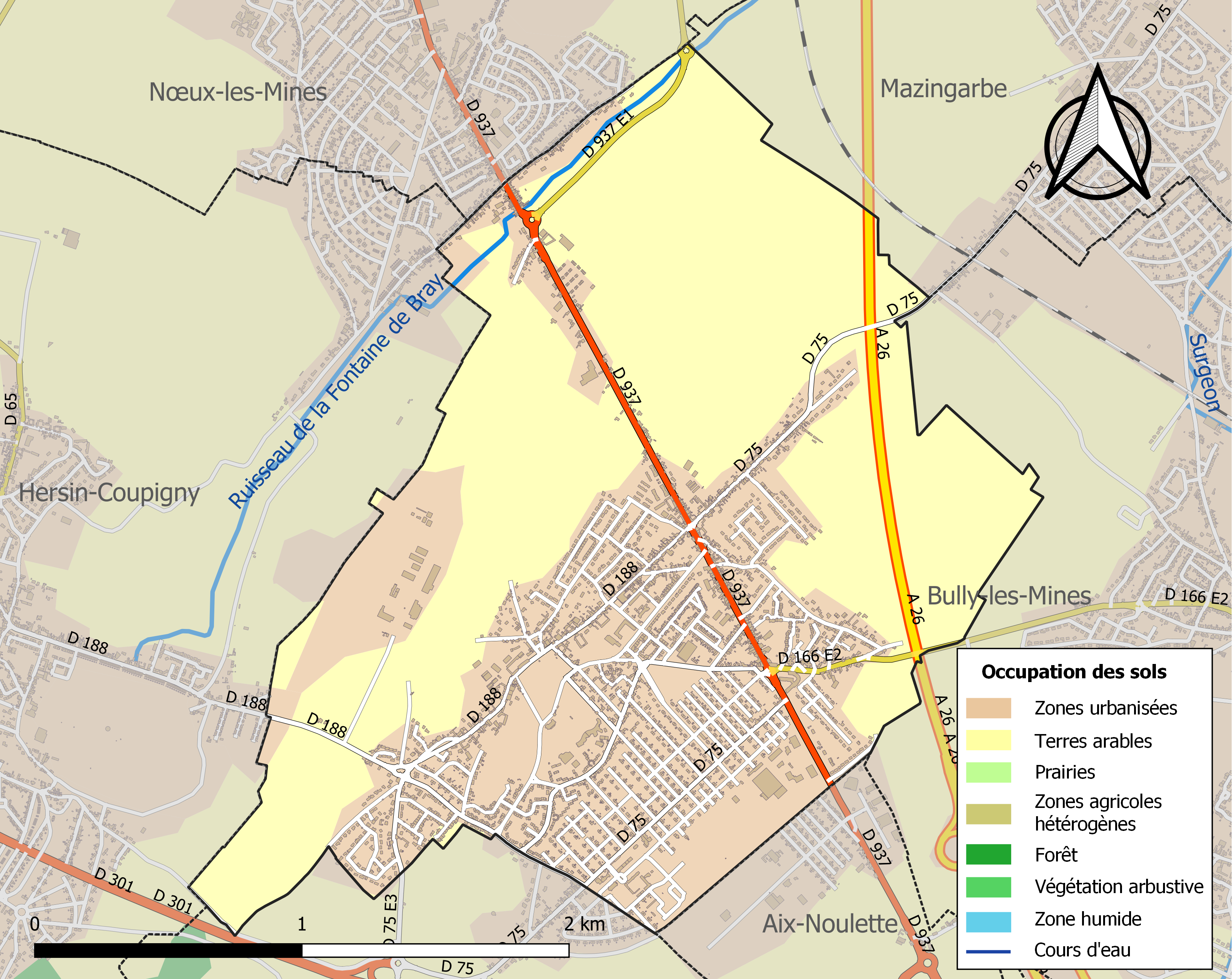
Carte des infrastructures et de l'occupation des sols de la commune en 2018 (CLC).

### Logement
En 2021, le nombre total de logements dans la commune était de 2 752, alors qu'il était de 2 633 en 2015 et de 2 591 en 2010
, soit une progression du nombre total de logements de 6,2 % depuis 2010.
Parmi ces 2 752 logements, 91,9 % étaient des résidences principales, (soit 2 529 logements), 0,3 % des résidences secondaires et 7,8 % des logements vacants. Ces logements étaient pour 87,3 % d'entre eux des maisons individuelles et pour 12,6 % des appartements.
Sur les 2 529 résidences principales, 52,0 % sont occupées par des propriétaires, 46,8 % par des locataires et 1,2 % par des personnes logées gratuitement.
Le tableau ci-dessous présente la typologie des logements à Sains-en-Gohelle en 2021 en comparaison avec celle du Pas-de-Calais et de la France entière. Une caractéristique marquante du parc de logements est ainsi la faible proportion des résidences secondaires et logements occasionnels (0,3 %) par rapport au département (6,5 %) et à la France entière (9,7 %).
| Typologie                                               | Sains-en-Gohelle | Pas-de-Calais | France entière |
| ------------------------------------------------------- | ---------------- | ------------- | -------------- |
| Résidences principales (en %)                           | 91,9             | 86,1          | 82,2           |
| Résidences secondaires et logements occasionnels (en %) | 0,3              | 6,5           | 9,7            |
| Logements vacants (en %)                                | 7,8              | 7,3           | 8,1            |

### Voies de communication et transports

#### Transport ferroviaire
La commune était située sur la ligne de Bully - Grenay à Brias, une ancienne ligne de chemin de fer qui reliait, de 1875 à 1990, Bully-les-Mines à Brias.

## Toponymie
Le nom de la localité est attesté sous les formes Seins en 1190 ; Sains en 1226 ; Villa de Sanctis en 1274 ; Sains en le Gohelle en 1431 ; Sains-en-Goelle au XVIIIe siècle ; Sains-en-Lens en 1720 ; Sains en 1793 ; Sains et Sains-en-Gohelle depuis 1801.
Toponyme venant du latin sanctus, « saint, sanctuaire ».
La Gohelle est un pays traditionnel du département du Pas-de-Calais faisant partie de l'Artois, la ville de  Lens est considérée comme son point central. Hypothétiquement, son nom pourrait être issu du vieil allemand « göll », qui signifie « stérile », du mot, bas latin, Gauharia  signifiant « région couverte de taillis ».

## Histoire
Des fouilles archéologiques menées par la DRAC ont révélé que le territoire de la commune est occupé au moins depuis la Protohistoire, période Laténienne. Dans un premier temps, la commune a été rurale jusqu'à l'ouverture des mines. Le Château Bacon est un marqueur de son histoire.

### Avant les mines
Sains-en-Gohelle n'est pas née avec les mines. De nombreuses traces attestent de son passé dont le château Bacon. Sains-en-Gohelle porta les noms de Seins en 1190, villa de Sanctis en 1274. Parmi les personnages historiques de la ville, nous pouvons compter Gérard de Sains au XIIe siècle. Ce seigneur a participé aux croisades féodales du seigneur de Carency.
D'après l'historien français Auguste de Loisne : « Sains-en-Gohelle faisait partie du bailliage de Lens en 1789 et suivait la coutume d'Artois. Son église paroissiale, diocèse d'Arras, doyenné de Lens, était consacrée à la Vierge ; l'abbé de Saint-Aubert de Cambrai présentait à la cure. »

### Une commune minière

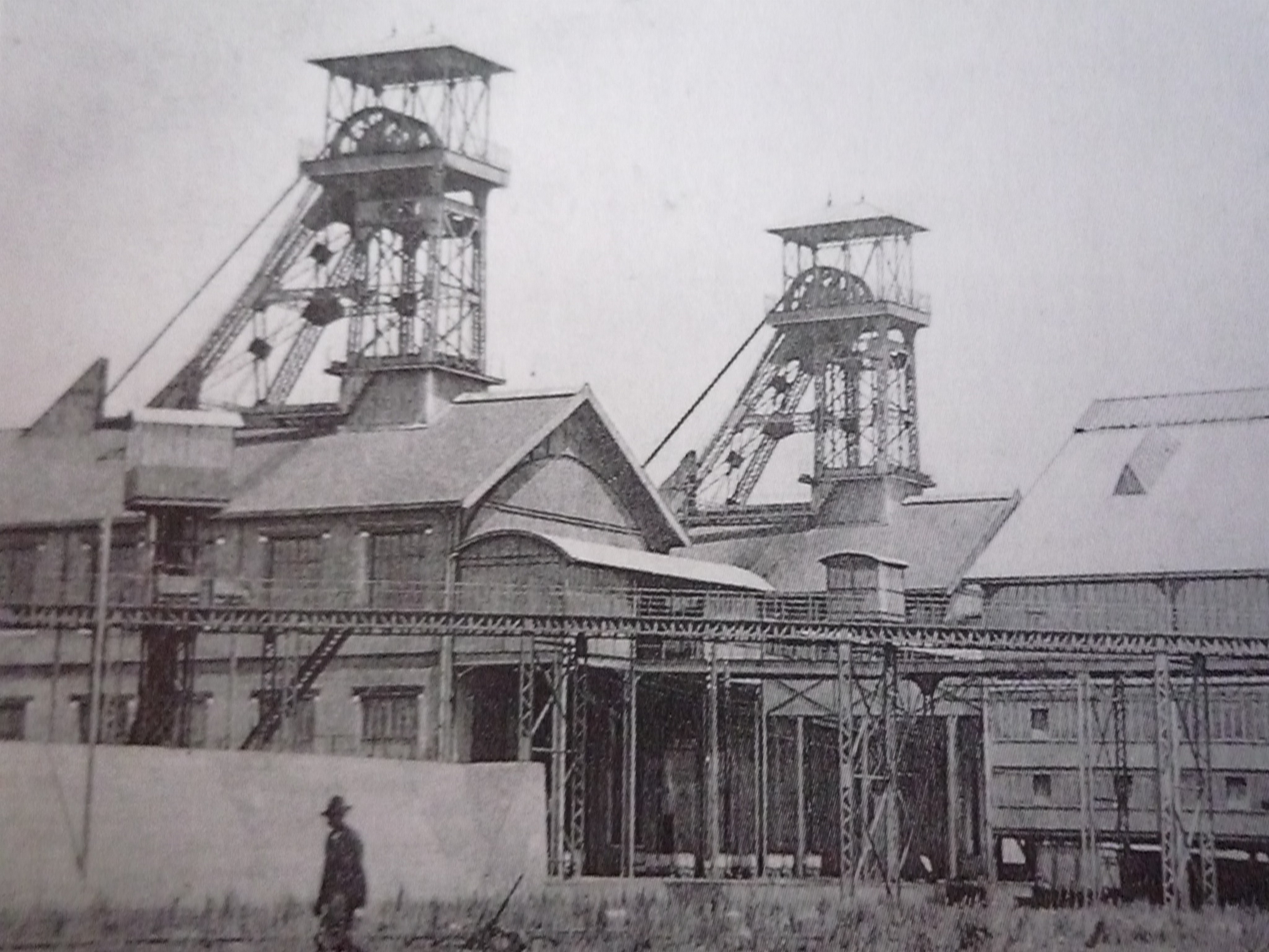
Fosse no 10 - 10 bis des mines de Béthune

Les fosses no  10 et 10 bis ouvrent relativement tard, à partir de 1903.
En décembre 1947, lors de la grève des mineurs, le maire de Sains, l'abbé Georges Lorent, tente de faire lever le piquet de grève de la fosse 10 accompagné de non-grévistes. Il est repoussé à l'aide de lances à incendie et plusieurs personnes sont blessées. Après cet affrontement, il organise des milices d'autodéfense nocturnes.

#### La grille
Parmi les lieux importants de Sains-en-Gohelle, il y a le carrefour de la grille. Il marque l'emplacement historique de la grille donnant accès à la cité minière. Au début du siècle, la cité minière était, entièrement, entourée par un mur ; la grille donnait accès à cette cité. Elle était fermée lors des grèves des mineurs afin officiellement d'éviter les saccages par les manifestants des ouvriers qui travaillaient. Elle a également servi aux rafles pour le S.T.O. pendant la Seconde Guerre mondiale. La grille a été supprimée dans les années 1950, il reste quelques traces des murs.

#### L'ensemble minier
Les chevalets et les bâtiments industriels miniers ont aujourd'hui disparu. En revanche Sains-en-Gohelle a conservé un très bel ensemble architectural témoin de la vie des mineurs pour les fosses 10 et 10b (mines de Béthune). Cette cité minière s'organise autour d'une avenue (l'avenue Charles-de-Foucault). À l'ouest de cette artère se trouve la majeure partie des corons. Au sud de l'avenue trône l'église Sainte-Marguerite (aujourd'hui désacralisée) avec le dispensaire, les écoles, le presbytère. À l'opposé de cette avenue (aujourd'hui coupée) se trouvent les maisons des ingénieurs des mines.

### Première Guerre mondiale
Pendant la Première Guerre mondiale, la commune se trouve à proximité du front. Des troupes relevées de la première ligne viennent, à plusieurs reprises, cantonner sur Sains pour récupérer pendant quelques jours ou heures.
Lors d'une des attaques menées par les troupes françaises en septembre 1915, les blessés sont dirigés sur Bluval, hameau de Sains.
La commune est décorée de la croix de guerre 1914-1918 par décret du 25 septembre 1920, distinction également attribuée à 276 autres communes du Pas-de-Calais.

### Après les mines, une conversion difficile
En 2019, le taux de pauvreté s'établit à 18,4 %, supérieur à la moyenne nationale (14,6 %), mais toutefois bien inférieur à l'agglomération de Lens-Liévin (23,6 %). Classée quartier prioritaire, l'ancienne cité ouvrière « numéro 10 » présente un taux de pauvreté de 35 %, pour 1 588 habitants en 2020, soit un quart de la population de la ville.

## Politique et administration

L'hôtel de ville.

### Découpage territorial
La commune se trouve depuis 1962 dans l'arrondissement de Lens du département du Pas-de-Calais.

#### Commune et intercommunalités
Sains-en-Gohelle est membre de la communauté d'agglomération de Lens-Liévin (dite Communaupole), un établissement public de coopération intercommunale (EPCI) à fiscalité propre créé en 2000 et qui succédait au  district de l’agglomération de Lens-Liévin créé en 1968. La commune a transféré  à son intercommunalité un certain nombre de ses compétences, dans les conditions déterminées par le code général des collectivités territoriales. La communauté d'agglomération de Lens-Liévin regroupe 36 communes et totalise 242 587 habitants en 2021.

#### Circonscriptions administratives
La commune faisait partie de 1901 à 1962 du canton de Houdain, année où elle intègre le canton de Liévin-Nord-Ouest transféré en 1975 pour former le canton de Bully-les-Mines. Dans le cadre du redécoupage cantonal de 2014 en France, cette circonscription administrative territoriale a disparu, et le canton n'est plus qu'une circonscription électorale.
Pour les élections départementales, la commune fait partie depuis 2014 d'un nouveau  canton de Bully-les-Mines.

#### Circonscriptions électorales
Pour l'élection des députés, la commune fait partie de la dixième circonscription du Pas-de-Calais.

### Élections municipales et communautaires
Lors du second tour des élections municipales de 2014 dans le Pas-de-Calaisn la liste DVF menée par Alain Dubreucq obtient la majorité des suffrages exprimés, avec 1 363 voix, 46,00 %, 22 conseillers municipaux élus dont 2 communautaires, devançant de 58 voix celle PS  menée par le maire sortant (1 305 voix, 44,04 %, 6 conseillers municipaux élus dont 1 communautaire).
Une troisi-me liste, DVD, menée par  Jean-Marc Warembourg obtient 295 voix (9,95 %, 9,95 % 1 conseiller municipal élu.

Lors de ce scrutin, 37,99 % des éjecteurs se sont abstenus,.
Lors du premier tour des élections municipales de 2020 dans le Pas-de-Calais, la liste DVG menée par le maire sortant Alain Dubreucq obtient la majorité absolue des suffrages exprimés, avec 1 240 [voix (59,70 %, 24 conseillers municipaux élus dont 2 communautaires), devançant celles menées respectivement par :

- Jean-Jacques Capelle (DVD-RN 433 voix, 20,84 %, 3 conseillers municipaux élus) ; 

- Joël Grevet (PS, 257 voix, 12,37 %, 1 conseiller municipal élu) ;

- Michel Stackowiak (DIV, 147 voix, 7,07 % 1 conseiller municipal élu).

Lors de ce scrutin marqué par la pandémie de Covid-19 en France, 55, 48 % des électeurs se sont abstenus.

#### Liste des maires
| Période                                  | Période                       | Identité                        | Étiquette | Qualité |
| ---------------------------------------- | ----------------------------- | ------------------------------- | --------- | --- |
| Les données manquantes sont à compléter. |                               |                                 |           | |
| novembre 1802                            |                               | Hugues François Bacon,.         |           | Chevalier de la Légion d'honneur                                                                                       |
| Les données manquantes sont à compléter. |                               |                                 |           | |
|                                          | 1919                          | Jérémie Cocu                    | PRS       | Ancien délégué mineur                                                                                                  |
| Les données manquantes sont à compléter. |                               |                                 |           | |
| janvier 1921                             | mai 1925                      | Michel-Ange Pollion (1876-1955) | PCF       | Ajusteur mécanicien |
| mai 1925                                 | janvier 1926 (décès)          | Jérémie Cocu                    |           | Ancien délégué mineur                                                                                                  |
| mars 1926                                | mai 1929                      | Gaston Dupuich                  | SFIO      | Boulanger |
| mai 1929                                 | mai 1935                      | Jules Dupuich                   | SFIO      | Cultivateur |
| mai 1935                                 | 19??                          | Gaston Dupuich                  | SFIO      | Boulanger |
| Les données manquantes sont à compléter. |                               |                                 |           | |
| 1942                                     | 1944                          | Jean Seillier                   |           | |
| 1944                                     | mars 1959                     | Abbé Georges Lorent,            |           | Résistant et curé de l'église Sainte-Marguerite dès 1943 Chevalier de la Légion d'honneur, Croix de Guerre avec Palmes |
| mars 1959                                | mars 1971                     | Henri Bancquart                 |           | Employé |
| mars 1971                                | mars 1989                     | Mirabeau Happiette              | PCF       | Commerçant |
| mars 1989                                | juin 1995                     | Jean-Luc Wéry                   | PS        | Employé France Télécom                                                                                                 |
| juin 1995                                | mars 2001                     | Élisabeth Trolet                | PCF       | |
| mars 2001                                | mars 2014                     | Jean-Luc Wéry                   | PS        | Employé France Télécom, maire honoraire Vice-président de la CA de Lens-Liévin                                         |
| mars 2014                                | En cours (au 2 décembre 2020) | Alain Dubreucq                  | DVG       | Cadre France Télécom Président de la CAF du Pas-de-Calais (2012 → ), Réélu pour le mandat 2020-2026,                   |

## Population et société

### Démographie
Les habitants sont appelés les Sainsois.

#### Évolution démographique
L'évolution du nombre d'habitants est connue à travers les recensements de la population effectués dans la commune depuis 1793. Pour les communes de moins de 10 000 habitants, une enquête de recensement portant sur toute la population est réalisée tous les cinq ans, les populations de référence des années intermédiaires étant quant à elles estimées par interpolation ou extrapolation. Pour la commune, le premier recensement exhaustif entrant dans le cadre du nouveau dispositif a été réalisé en 2008.

En 2022, la commune comptait 5 972 habitants, en évolution de −3,88 % par rapport à 2016 (Pas-de-Calais : −0,72 %, France hors Mayotte : +2,11 %).
| 1793 | 1800 | 1806 | 1821 | 1831 | 1836 | 1841 | 1846 | 1851 |
| ---- | ---- | ---- | ---- | ---- | ---- | ---- | ---- | ---- |
| 253  | 264  | 264  | 306  | 377  | 392  | 419  | 435  | 478  |

| 1856 | 1861 | 1866 | 1872 | 1876 | 1881 | 1886 | 1891 | 1896 |
| ---- | ---- | ---- | ---- | ---- | ---- | ---- | ---- | ---- |
| 505  | 535  | 578  | 618  | 673  | 745  | 789  | 806  | 915  |

| 1901  | 1906  | 1911  | 1921  | 1926  | 1931  | 1936  | 1946  | 1954  |
| ----- | ----- | ----- | ----- | ----- | ----- | ----- | ----- | ----- |
| 1 251 | 3 638 | 3 790 | 4 130 | 3 640 | 3 503 | 3 650 | 4 097 | 4 517 |

| 1962  | 1968  | 1975  | 1982  | 1990  | 1999  | 2006  | 2008  | 2013  |
| ----- | ----- | ----- | ----- | ----- | ----- | ----- | ----- | ----- |
| 5 248 | 5 340 | 5 186 | 5 584 | 6 031 | 6 084 | 6 049 | 6 039 | 6 363 |

| 2018  | 2022  | - | - | - | - | - | - | - |
| ----- | ----- | - | - | - | - | - | - | - |
| 6 077 | 5 972 | - | - | - | - | - | - | - |

#### Pyramide des âges
La population de la commune est relativement jeune.
En 2018, le taux de personnes d'un âge inférieur à 30 ans s'élève à 37,6 %, soit au-dessus de la moyenne départementale (36,7 %). À l'inverse, le taux de personnes d'âge supérieur à 60 ans est de 22,6 % la même année, alors qu'il est de 24,9 % au niveau départemental.
En 2018, la commune comptait 2 910 hommes pour 3 167 femmes, soit un taux de 52,11 % de femmes, légèrement supérieur au taux départemental (51,5 %).
Les pyramides des âges de la commune et du département s'établissent comme suit.
| Hommes | Classe d’âge | Femmes |
| ------ | ------------ | ------ |
| 0,1    | 90 ou +      | 0,9    |
| 4,1    | 75-89 ans    | 7,7    |
| 15,1   | 60-74 ans    | 17,0   |
| 21,4   | 45-59 ans    | 19,5   |
| 20,4   | 30-44 ans    | 18,5   |
| 18,7   | 15-29 ans    | 17,3   |
| 20,1   | 0-14 ans     | 19,1   |

| Hommes | Classe d’âge | Femmes |
| ------ | ------------ | ------ |
| 0,5    | 90 ou +      | 1,6    |
| 5,6    | 75-89 ans    | 8,9    |
| 16,7   | 60-74 ans    | 18,1   |
| 20,2   | 45-59 ans    | 19,2   |
| 18,9   | 30-44 ans    | 18,1   |
| 18,2   | 15-29 ans    | 16,2   |
| 19,9   | 0-14 ans     | 17,9   |

## Économie

### Revenus de la population et fiscalité
En 2021, la commune compte 2 474 ménages fiscaux, regroupant 5 751 personnes.
Le revenu fiscal médian par ménage, le taux de pauvreté des ménages et la part des ménages fiscaux imposés de la commune, du département du Pas-de-Calais et de la métropole sont les suivants :
- le revenu fiscal médian par ménage de la commune est de 19 920 €, inférieur à celui du département du Pas-de-Calais (20 720 €) et inférieur à celui de la France métropolitaine (23 080 €)[Insee 13],[Insee 14],[Insee 15] ;
- le taux de pauvreté des ménages de la commune est de 20 %, de 18,4 % au niveau du département et de 14,9 % au niveau de la métropole[Insee 16],[Insee 17],[Insee 18] ;
- la part des ménages fiscaux imposés dans la commune est de 39 %, de 44,1 % au niveau du département et de 53,4 % au niveau de la métropole[Insee 13],[Insee 14],[Insee 15].

## Culture locale et patrimoine

### Lieux et monuments

#### Patrimoine mondial
Depuis le 30 juin 2012, la valeur universelle et historique du bassin minier du Nord-Pas-de-Calais est reconnue et inscrite sur la liste du patrimoine mondial de l’UNESCO. Parmi les 353 sites, répartis sur 109 lieux inclus dans le périmètre du bassin minier, le site no 87 de  est constitué des écoles et de l'église Sainte-Marguerite de la cité no 10 de Sains-en-Gohelle est constitué de la fosse no 10 - 10 bis des mines de Béthune à Sains-en-Gohelle et, sur les territoires de Sains-en-Gohelle et de Bouvigny-Boyeffles, de la cité pavillonnaire no 10,.

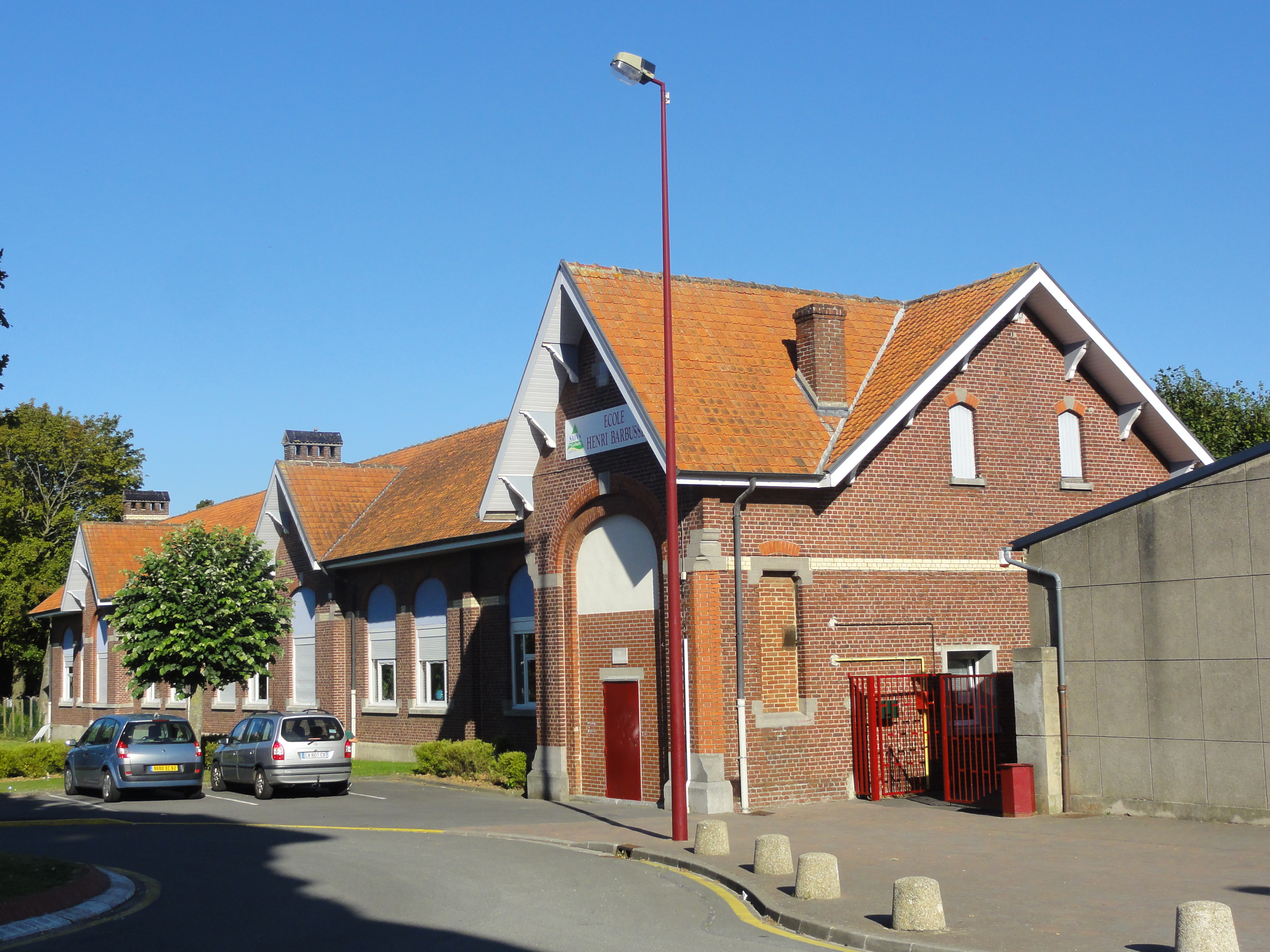
Les écoles.
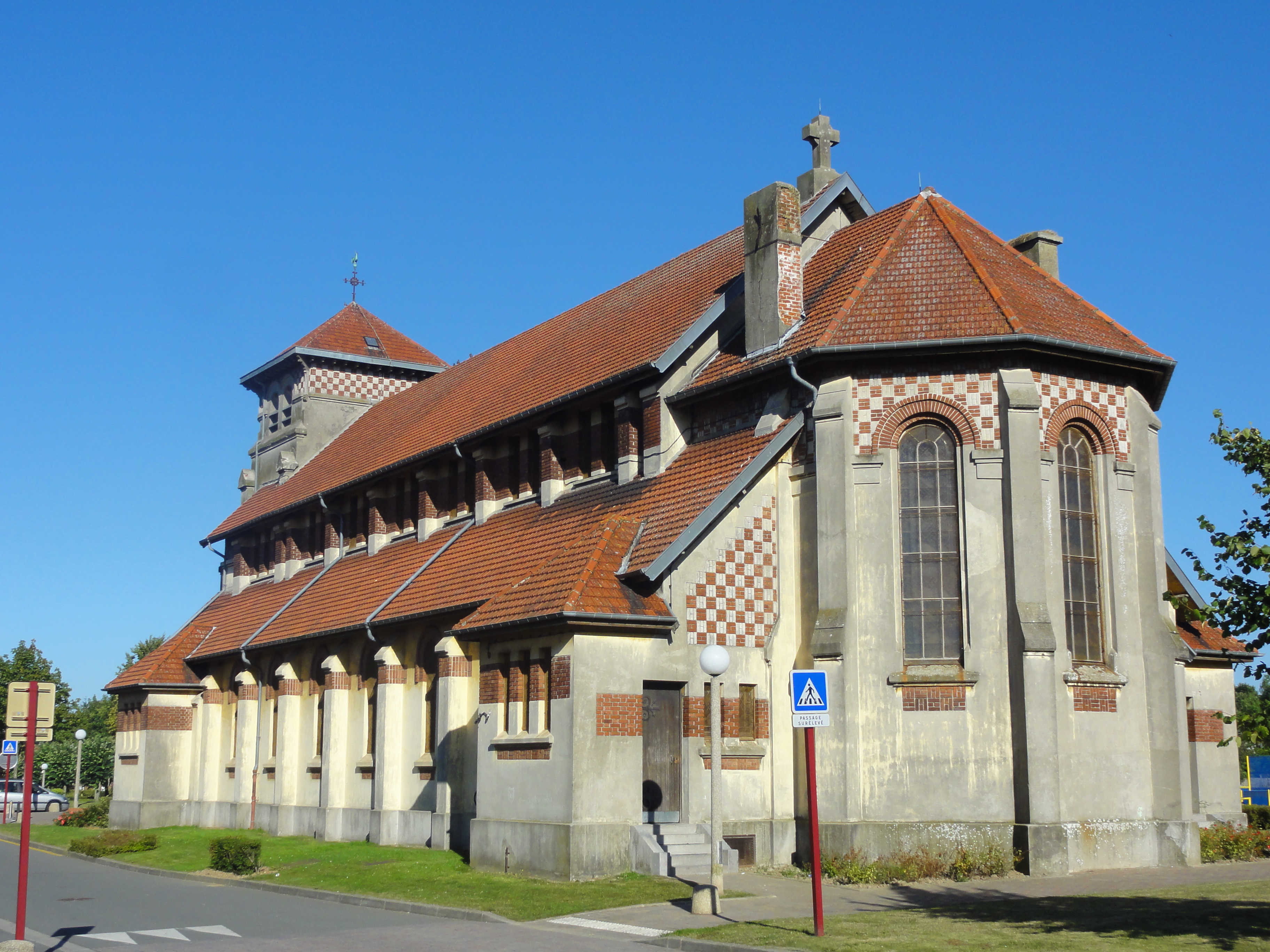
L'église Sainte-Marguerite.
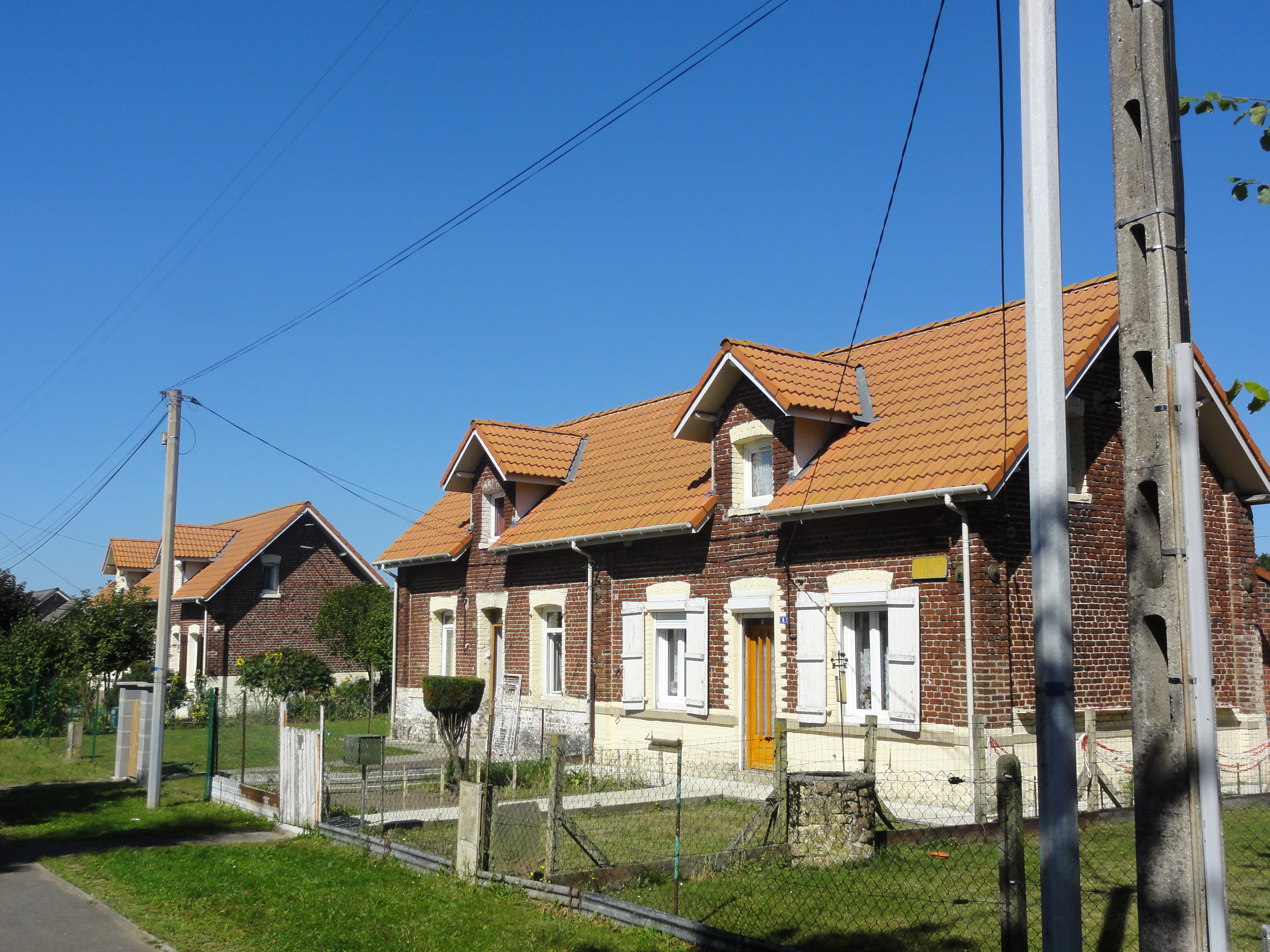
Les cités.

#### Autres lieux et monuments

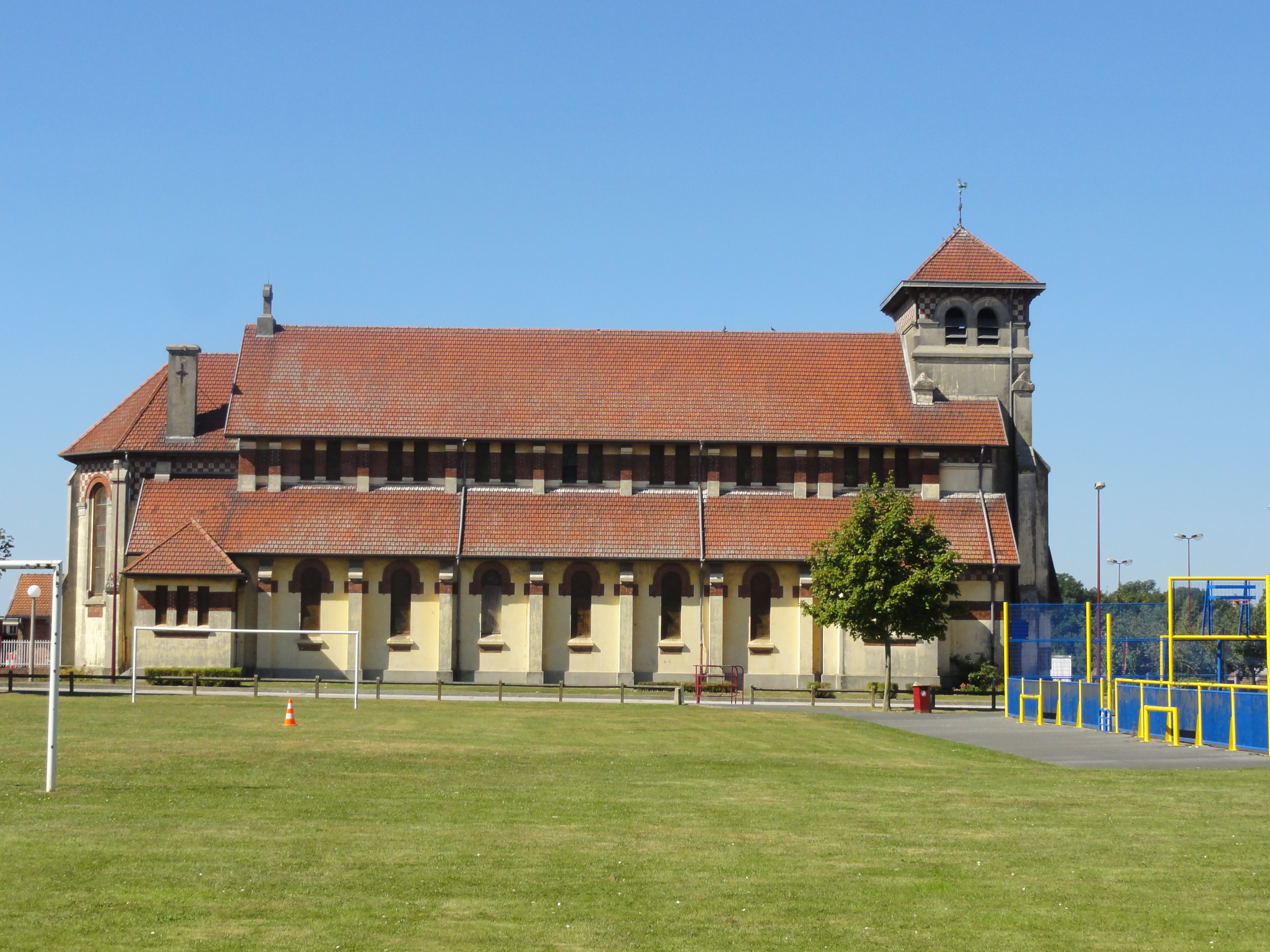
Vue de côté de l'église Sainte-Marguerite.

- L'église Sainte-Marguerite de style Art déco pour le bâtiment et le mobilier ; l'église est désacralisée et devenue aujourd'hui l'« espace culturel Marguerite ».
- L'ensemble minier de la fosse 10 et 10bis des mines de Béthune : autour de l'axe de l'avenue Charles-de-Foucault (église, dispensaire, école, coron, maison des ingénieurs, puits de fosse...).Écoles des cités 10 et 10 bis.

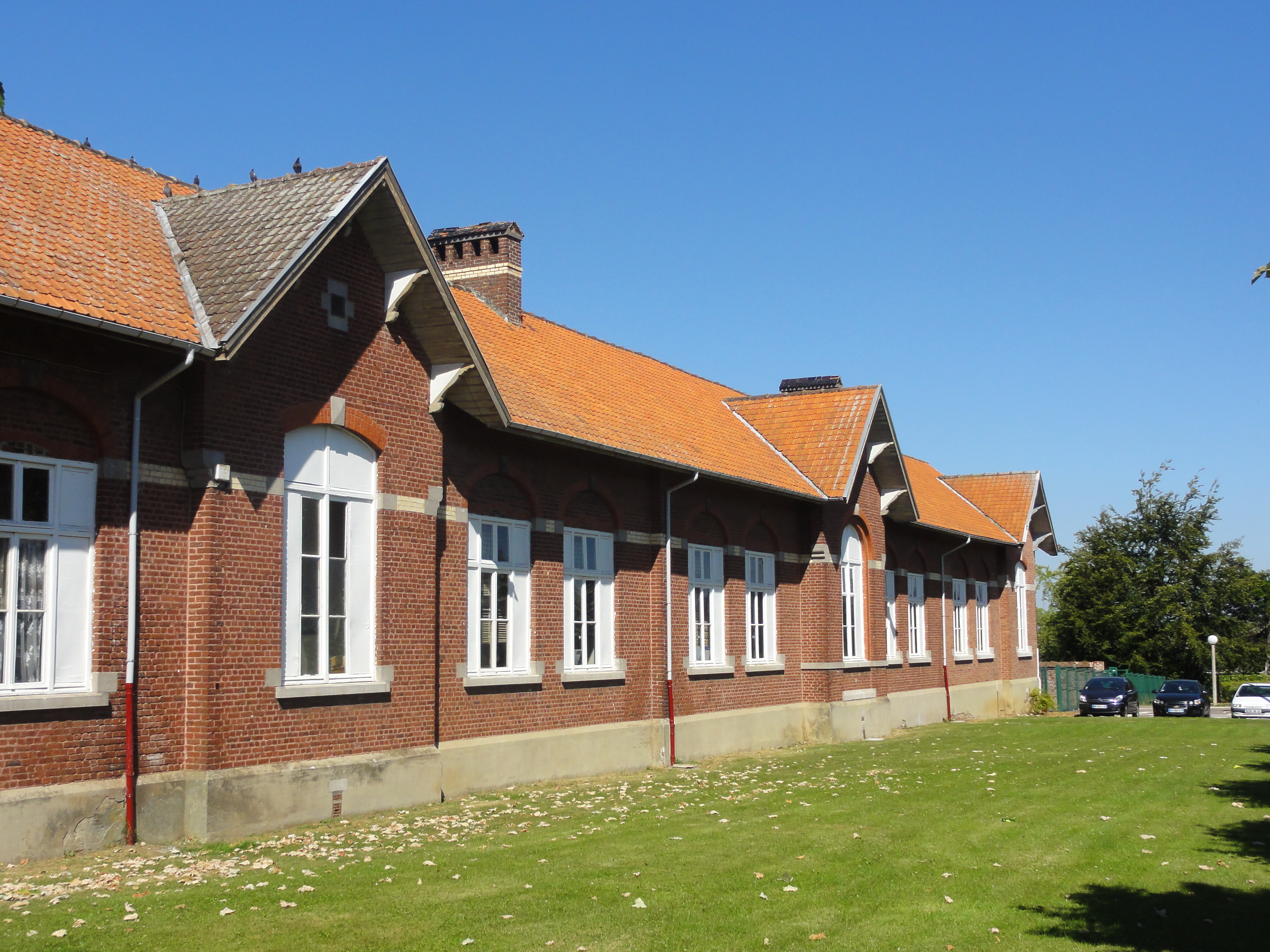
Écoles des cités 10 et 10 bis.

- La chapelle Sainte-Appoline et le parc Bacon.

Giratoire présentant une réplique de la tour Eiffel.

- L'église Saint-Vaast.
- Le carrefour de la tour Eiffel.
- Le monument aux morts[51].

### Personnalités liées à la commune
- Luc-Joseph Bacon (1737-1798), homme politique, membre du Conseil des Anciens, né à Sains-en-Gohelle.
- Jean-Claude Gautrand (1932-2019), photographe français, né à Sains-en-Gohelle.
- Fernand Lelong (1939-2002), est un tubiste français, né à Sains-en-Gohelle.
- Daniel Krawczyk (1961-), footballeur professionnel, ayant passé l'essentiel de sa carrière au Racing Club de Lens, né à Sains-en-Gohelle.

### Héraldique
| Blason de Sains-en-Gohelle | Blason  | Taillé : au 1er d'argent à l'arbre arraché de sinople, au 2e d'azur à trois coquilles mal ordonnées d'or; à la barre d'or brochant sur la partition; au chef d'azur semé de fleurs de lis d'or surchargé d'un lambel de trois pendants de gueules, chaque pendant surchargé de trois châteaux d'or, l'un au-dessus de l'autre. Ornements extérieursCroix de guerre 1914-1918 |
| Blason de Sains-en-Gohelle | Détails | Le statut officiel du blason reste à déterminer. |

## Pour approfondir

#### Bases de données, dictionnaires et encyclopédies
- Ressources relatives à la géographie :   - Insee (communes)
  - Ldh/EHESS/Cassini
- Ressource relative à plusieurs domaines :   - Annuaire du service public français
- Ressource relative à la musique :   - MusicBrainz
- Notices d'autorité :   - VIAF
  - BnF (données)